# William Morgan (científic)
William Morgan   (Bridgend, 26 de maig de 1750 (Julià) - Londres, 4 de maig de 1833) fou un matemàtic gal·lès, considerat per molts el pare de la ciència actuarial.

## Vida
Morgan era fill d'un metge de Bridgend que s'havia casat amb la germana de Richard Price. Va anar a Londres per aprendre medicina i estava fent el seu entrenament a l'hospital de St. Thomas quan va morir el seu pare el 1772. Va intentar continuar la tasca del seu pare però no en va reeixir. El seu oncle, Richard Price, li va preguntar si sabia matemàtiques i li va respondre que no, però que podia aprendre'n. Els anys 1773 i 1774 va estar estudiant i la tardor de 1774 va ser nomenat assistent de l'actuari de The Equitable Life Assurance Society.
El gener de 1775 moria l'actuari titular, John Pocock, i l'any següent, Morgan va ser escollit per aquest càrrec que va exercir fins al 1830, fent que, en aquest període, la companyia es convertís en una de les més riques del món. En retirar-se el 1830, va ser substituït pel seu fill, Arthur Morgan que va exercir el càrrec fins al 1870; així, els Morgan van governar la companyia durant més de noranta anys, i van fer que el cognom Morgan s'associés per sempre més a la ciència actuarial.
A part de la seva activitat financera i científica, Morgan va escriure entre 1793 i 1803 sis pamflets polítics expressant el seu disgust amb l'administració de William Pitt i, probablement influïts per la ideologia del seu oncle, del qui, a més, va editar diverses de les seves obres i en va escriure una biografia.
Va guanyar la medalla Copley el 1789 i va ser escollit fellow de la Royal Society el 1790.

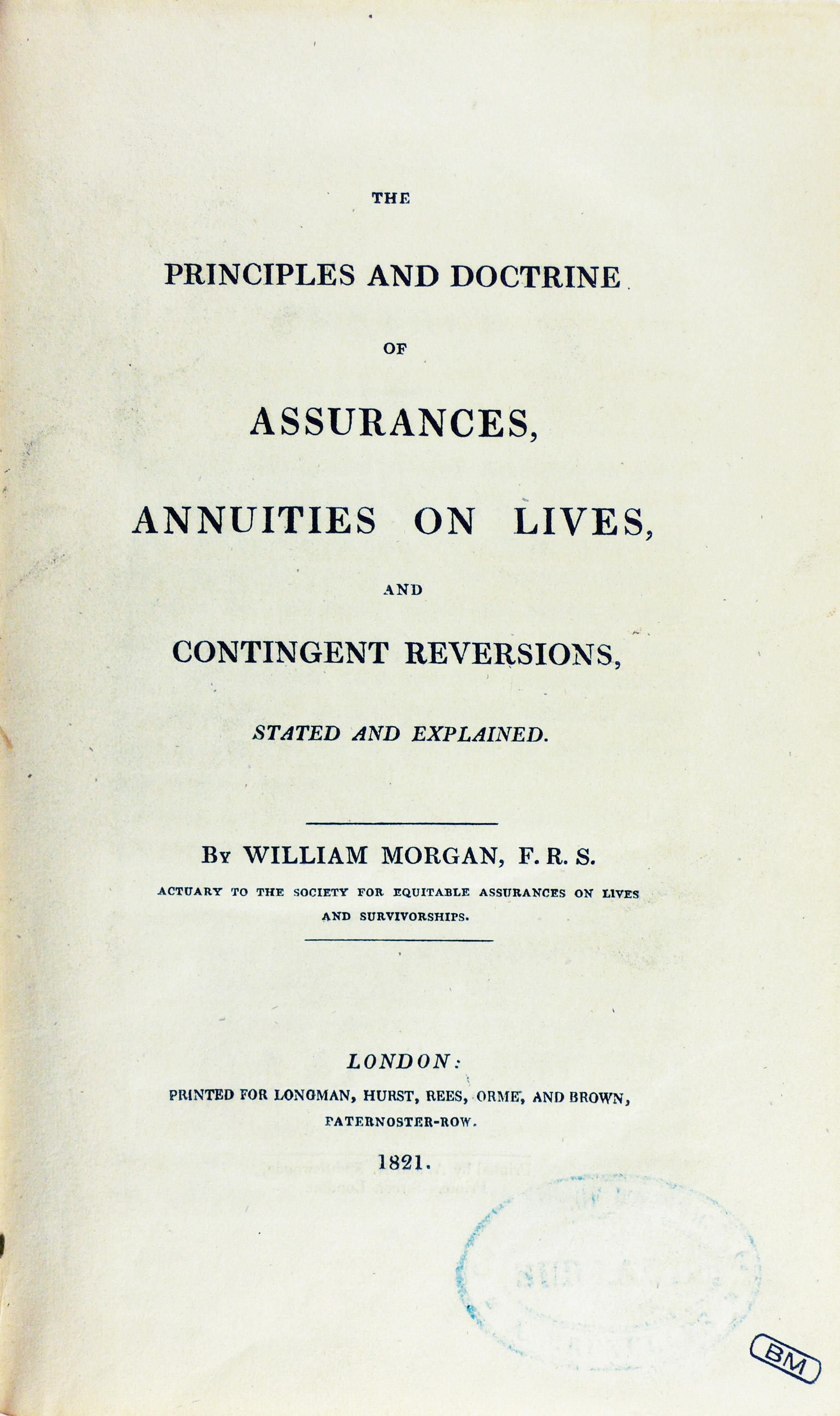
The principles and doctrine of assurance, 1821.

## Obra
El 1779 va publicar Doctrine of Annuities and Assurances amb una introducció de Richard Price. En ell es troba el primer intent seriós de tractar una solució general als problemes de la supervivència, d'establir el valor de les reserves tècniques necessàries per poder pagar les indemnitzacions futures i d'obtenir expressions que permetin obtenir solucions aritmètiques a partir de qualsevol taula de mortalitat.
El 1821 en va publicar una nova edició, tan revisada que es pot considerar un llibre totalment nou: The Principles and Doctrine of Assurances, Annuities on Lives and Contingent Reversions.